# 13310 Nilvo
13310 Nilvo eller 1998 RX63 är en asteroid i huvudbältet som upptäcktes den 14 september 1998 av LINEAR i Socorro County, New Mexico. Den är uppkallad efter Jennifer Nilvo.